# 阿尔韦托·奥利亚特
阿尔韦托·卡洛斯·奥利亚特·绍索尔（西班牙語：Alberto Carlos Oliart Saussol，1928年7月29日—2021年2月13日），西班牙政治人物。

## 生平
1928年7月29日生于梅里達。1950年毕业于巴塞罗那大学法学院，获得法学执业学位。1953年加入国家高级律师顾问团，1965年被任命为西班牙國家鐵路公司行政与财政部门负责人。
在民主转型时期，他被首相阿道弗·苏亚雷斯任命为工业与能源大臣，1977年7月5日宣誓就职。1978年2月离任，同年12月加入民主中間聯盟。在1979年大选中成功当选眾議院议员，在巴达霍斯选区的民主中间联盟代表中位列第二。1979年5月至1980年9月，他还担任众议院国防委员会主席。 1980年9月至1981年2月出任卫生与消费大臣。
在1981年2月23日未遂政变发生后，他被首相卡爾沃-索特洛任命为新任国防大臣，1982年民主中间联盟在大选失利后，他离开了政坛，在埃斯特雷马杜拉自治区担任法律顾问。
2009年11月，他被任命为西班牙广播电视台总裁。这是西班牙工人社会党和人民党在投票中达成共识的结果，然而他的高龄以及缺乏媒体行业相关从业经验遭到了一些质疑。他于2011年7月提出辞职。由于同年还要举行大选，该职位悬空了一段时间。
他于2021年2月13日在马德里逝世，他数天前的2019冠状病毒检测结果为阳性。

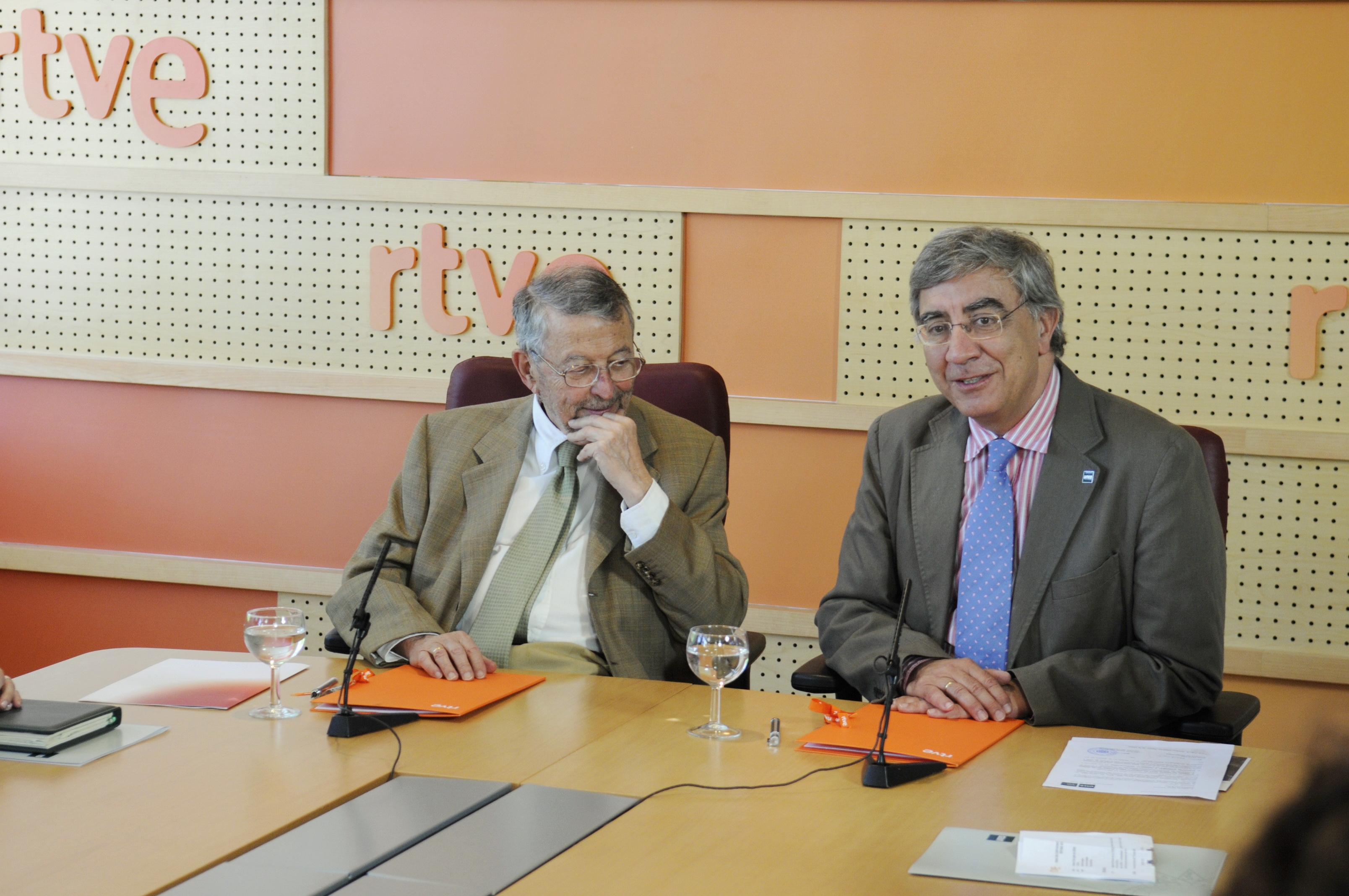
2010年7月

## 荣誉
- 大十字级卡洛斯三世勋章（1978年）[11]
- 大十字级伊莎贝拉天主教勋章（1982年）[12]
- 大十字级军事功勋勋章（1985年）[13]
- 大十字级农业、渔业与食品业功勋勋章（1994年）[14]
- 埃斯特雷马杜拉奖章（1998年）[7]
- 大十字级海事功勋勋章（1999年）[15]